# Комитет за неамеричке активности Представничког дома
Комитет за неамеричке активности Представничког дома (енгл. House Un-American Activities Committee) био је истражни одбор Представничког дома Сједињених Држава. Дом је образован 1938. године како би истражио наводне нелојалности и субверзивне активности грађана, јавних службеника и организација које се сумњају да имају везе са фашистима или комунистима.  
Године 1969. Дом је променио своје име у "Комитет Представничког дома за унутрашњу сигурност". Када је Представнички дом 1975. године укинуо одбор, његове функције су пренесене на Правосудни комитет Представничког дома . 
Антикомунистичке истраге одбора често се повезују са истрагама Џозефа Макартија који, као сенатор САД, није имао директног учешћа у комитету Представничког Дома. Макарти је био председник Владиног Оперативног одбора и његовог Сталног пододбора за истраге Сената САД, а не Представничког дома. 